# Graham Hancock
Pour les articles homonymes, voir Hancock.
 (mars 2017).
Si vous disposez d'ouvrages ou d'articles de référence ou si vous connaissez des sites web de qualité traitant du thème abordé ici, merci de compléter l'article en donnant les références utiles à sa vérifiabilité et en les liant à la section « Notes et références ».
Graham Hancock, né le 2 août 1950 à Édimbourg, est un écrivain et journaliste britannique. Il promeut des théories controversées à propos des civilisations anciennes.
Il se décrit lui-même comme journaliste d'investigation cherchant à découvrir la potentielle existence puis disparition d'une civilisation dite « avancée » contemporaine à la dernière phase de l'ère glaciaire, dite Würm IV. La communauté scientifique le qualifie souvent de pseudo-scientifique pour ses méthodes inhabituelles de travail et d'interprétation de gravures et sculptures préhistoriques.
Activiste de la complosphère, il se présente comme un chercheur « anti système,.

## Biographie
Graham Hancock naît le 2 août 1950 à Édimbourg.
Il passe une partie de son enfance en Inde, où son père exerce la profession de chirurgien. Revenu en Grande-Bretagne, il sort diplômé en sociologie de l'université de Durham en 1973.
Hancock collabore ensuite comme journaliste à des titres prestigieux : The Times, The Sunday Times, The Independent, The Guardian.
Il est le correspondant de The Economist en Afrique orientale entre 1981 et 1983.

## Ancient Apocalypse(2022)
Les théories de Hancock sont à la base de la série télévisée Ancient Apocalypse (nommée À l'aube de notre histoire en français), qui est diffusée à partir du 10 novembre 2022 sur Netflix.
Dans la série, Hancock soutient qu'une civilisation avancée de l'ère glaciaire a été détruite par un cataclysme, mais que ses survivants ont introduit l'agriculture, l'architecture monumentale et l'astronomie aux chasseurs-cueilleurs du monde entier. Il tente de démontrer que plusieurs monuments anciens en sont la preuve et affirme que les archéologues ignorent ou dissimulent ces prétendues preuves. Il incorpore des idées du Comet Research Group (CRG), notamment l'hypothèse controversée de l'impact du Dryas récent, qui attribue le changement climatique à la fin du Pléistocène à un bombardement massif de météorites.
L'archéologue Flint Dibble a déclaré que l'émission ne contient aucune preuve pour soutenir la théorie de Hancock, alors qu'il existe « une pléthore de preuves » qui contredisent les dates données par ce dernier. Dans un épisode, Hancock affirme que les temples mégalithiques de Malte, construits en 3600-2500 av. J.-C., ont en fait été construits pendant la dernière période glaciaire. Des archéologues maltais ont rejeté ces affirmations ; l'un d'entre eux, qui est apparu brièvement dans l'épisode, a laissé entendre que son interview avait été manipulée. John Hoopes, un archéologue qui a écrit sur la pseudo-archéologie, a déclaré que la série ne présente pas d'interprétations alternatives ou de preuves contredisant Hancock. En réponse aux affirmations de Hancock concernant une dissimulation, un article de Slate a noté que les archéologues seraient ravis de découvrir une civilisation de l'ère glaciaire, si les preuves existaient réellement.
Dans la même veine, l'archéologue Julien Riel-Salvatore soutient qu'il est assez simple, d'un point de vue scientifique, de démontrer que les principales thèses d’Ancient Apocalypse sont fausses. Il estime également que la série nuit à la capacité de discerner le vrai du faux, le crédible du faux. De même, Courrier international juge douteux que les affirmations de Hancock ne soient jamais remises en cause dans Ancient Apocalypse, puisque Hancock y traite les archéologues de « pseudo-experts » et répète subir leur condescendance, mais ne cite jamais leurs noms ni leurs arguments.
L'un des arguments récurrents de Hancock dans la série est qu'il adopte une posture journalistique et que cela expliquerait pourquoi sa position est différente de celle des archéologues. Pourtant, les journalistes, en dehors de la communauté des chercheurs, ne partagent pas son point de vue. Par exemple, Sam Kriss, journaliste au Daily Telegraph, affirme que les théories présentées dans la série ne le convainquent pas totalement, et il rappelle qu'elles sont jugées « invraisemblables » par les universitaires. De plus, le journaliste Stuart Heritage du Guardian estime que Ancient Apocalypse est « dangereux » car il « chuchote au théoricien de la conspiration qui sommeille en chacun de nous » et donc « nous ne devrions certainement pas traiter son fatras de mystères et de coïncidences comme des faits.
La série est un éloge sans contradiction d'Hancock, ce qui pourrait s'expliquer par un conflit d'intérêts, puisque son fils est un dirigeant important de Netflix.

## Controverses

### Théories
Bien qu'il ait écrit sur divers sujets (les peuples africains, le charity-business, etc.), Graham Hancock a acquis l'essentiel de sa notoriété en développant des théories iconoclastes sur l'origine des civilisations, en se fondant sur les anciens mythes, sur l'observation des monuments mégalithiques et l'archéoastronomie. Sa théorie principale est la possible connexion de toutes les anciennes civilisations avec la « culture mère » d'une civilisation primordiale. Ses livres, tirés à plusieurs millions d'exemplaires et traduits en 27 langues, ont suscité de nombreuses critiques de la part de scientifiques,,.
Une autre des théories reprises par Hancock est celle d'une mauvaise datation du Sphinx, qui remonterait selon lui à l'époque de Göbekli Tepe[réf. nécessaire]. Dans son livre paru en 2014, Magician of the Gods, il soutient l'hypothèse de l'impact cosmique du Dryas récent comme cause d'un cataclysme mondial à la fin de la dernière ère glaciaire.

### Drogues
En janvier 2013, lors d'une conférence TEDx intitulée « The War on Consciousness », il décrit son utilisation de l'ayahuasca, une boisson amazonienne contenant un composé hallucinogène DMT, et soutient que les adultes devraient être autorisés à l'utiliser de manière responsable pour leur amélioration personnelle et croissance spirituelle. Il déclare avec regrets que pendant 24 ans, il avait été « défoncé à peu près en permanence » par le cannabis, et qu'en 2011, seize ans après sa première consommation d'ayahuasca, cela lui avait permis d'arrêter de consommer du cannabis,. Sur la recommandation du Conseil scientifique de TED, la conférence est retirée de la chaîne YouTube TEDx et déplacée vers le site Web principal de TED où elle « peut être encadrée pour mettre en évidence à la fois les idées provocatrices [de Hancock] et les problèmes factuels avec [ses] arguments ».

## Filmographie
- À l'aube de notre histoire (Ancient apocalypse), Netflix, 2022